# Бекман, Николай Богданович
Карл/Николай Богда́нович Бе́кман (1827, Санкт-Петербург — 1903, Санкт-Петербург) — Статский Советник, преподаватель Императорского Коммерческого училища, финансист, много способствовавший развитию предпринимательства и становлению промышленности России. Член Английского Собрания. Кавалер ордена Данеброга 1 степ. и Командорского Креста 2 кл.

## Биография
Саксонский подданный. Осиротел четырёх лет отроду. В 7-летнем возрасте определён из воспитательного дома пансионером бухгалтерского отделения.
В 1843 г. окончил полный курс наук в Императорском петербургском коммерческом училище с серебряной медалью.
17.08.1853 г. принёс присягу на подданство России.
С Высочайшего соизволения был отправлен на счёт училища в Швецию, Германию, Бельгию, Францию и Англию, для усовершенствования в науках товароведения, сроком на два года с тем, чтобы по возвращении оттуда, прослужить в училище.
В 1852 г. командирован на московскую и позже, нижегородскую выставки, для обозрения образцов, сбора материалов и организации производств русской промышленности.
Содействовал развитию предпринимательства и становлению российской промышленности. Участвовал во многих промышленных выставках и ярмарках как в России, так и за её пределами, отбирая наиболее перспективные образцы для возможного производства, предлагая к обозрению произведённые в России и налаживая связи промышленников.
В 1862 г. был компаньоном предпринимателя И. Ф. Мамонтова, руководил дирекцией азиатских факторий. Своего сына Савву Иван Фёдорович направил постигать азы предпринимательства Николаю Богдановичу.
В 1873 г. определён на службу в министерство внутренних дел «с причислением к онаму и откомандированием для занятий в департамент общих дел».
В 1888 г. за содействие устройству русского отдела Копенгагенской выставки Его Величество Король Датский Кристиан IX пожаловал Орден Данеброг.
Повелением Государя 1889 г. награждён Командорским Крестом 2 кл. к ордену Данеброга 1-й степ. и всемилостивейшим дозволением принять и носить пожалованный орден.
Выйдя в отставку в чине статского советника, проживал в Санкт-Петербурге на 1-й Рождественской улице, в д. 12.

## Педагогическая деятельность
В Санкт-Петербургском Императорском коммерческом училище преподавал товароведение, естественную историю, физику, химию, механику в применениях к товароведению.

## Общественная и благотворительная деятельность
Как член Английского собрания поддерживал нуждающихся и предпринимателей, как своими технологическими методиками, так и финансово.
Соавтор Энциклопедического словаря.

## Семья
Сын бухгалтера при Академии Наук, Богдана Бекмана и дочери стеклянного фабриканта Анны/Амалии Гейнц.
Брат — Константин — профессор Лесного и Межевого института, директор Лисинского учебного лесничества Царскосельского уезда.
Сёстры — Александра и Елена.
Около 1868 г. Николай женился на княжне Лидии, дочери статского советника князя Александра Васильевича Волконского, от которой родились шестеро детей.

### Дети
Сергей — впоследствии окончивший Санкт-Петербургский Александровский Лицей.
Константин — чиновник экспедиции заготовления государственных бумаг.
Дочери: Вера, Ольга, Надежда — получили образование в Сорбонне и, умерший во младенчестве, Эспер.

### Семейные картины
Впоследствии, будучи мужем Александры Богдановны Бекман, известный художник портретного жанра Ф. М. Славянский изобразил членов семьи на шести (или более) своих семейных картинах.

## Место захоронения
Захоронен на кладбище Воскресенского женского монастыря Санкт-Петербурга (Новодевичьем) вместе с женой Лидией и сыном — младенцем Эспером, участок 12 (по плану 1885 г.).

## Архивные источники
- РГИА, ф.20, оп.1, д.578, c.47-51, 1898
- РГИА, ф.759 оп.4 д.1556
- РГИА, ф.1343 оп.17 д.2166
- РГИА, ф.1343, оп.51, д.466, ч.3, стр.238-241
- ЦГИА СПБ, ф.239, оп.1, ед.хр.:1104, 1446, 1675
- ЦГИА СПб. ф.536, оп.6, д.2331
- ЦГИА СПб, ф.639, оп.1, д.6, файл 010об.jpg
- ЦГИА СПб, ф.1489, оп.1, д.132
- ЦГА КФФД СПб, 1894—1895 г, П17, сн.50